# Georgette Thiollière
Romaine Georgette Thiollière-Miller  (ur. 7 maja 1920 w Chamonix, zm. 23 stycznia 2010 w Los Angeles) – francuska narciarka alpejska, brązowa medalistka mistrzostw świata.
Wystartowała na igrzyskach olimpijskich w Sankt Moritz w 1948 roku, gdzie zajęła między innymi czwarte miejsce w slalomie. Walkę o medal przegrała tam z Austriaczką Eriką Mahringer o 0,8 sekundy. Zajęła tam także 20. miejsce w kombinacji i 31. w gigancie. Podczas rozgrywanych dwa lata później mistrzostw świata w Aspen wywalczyła brązowy medal w zjeździe. W zawodach tych wyprzedziły ją jedynie dwie Austriaczki: Trude Jochum-Beiser i Erika Mahringer. W pozostałych startach zajęła ósme miejsce w slalomie i szesnaste w gigancie.

## Osiągnięcia

### Igrzyska olimpijskie
| Miejsce | Dzień    | Rok  | Miejscowość  | Konkurencja | Czas biegu | Strata     | Zwyciężczyni     |
| ------- | -------- | ---- | ------------ | ----------- | ---------- | ---------- | ---------------- |
| 31.     | 2 lutego | 1948 | Sankt Moritz | Zjazd       | 2:28,3     | +24,1      | Hedy Schlunegger |
| 20.     | 4 lutego | 1948 | Sankt Moritz | Kombinacja  | 6,58 pkt   | +19,21 pkt | Trude Beiser     |
| 4.      | 5 lutego | 1948 | Sankt Moritz | Slalom      | 1:57,2     | +1,6       | Gretchen Fraser  |

### Mistrzostwa świata
| Miejsce | Dzień     | Rok  | Miejscowość  | Konkurencja | Czas biegu | Strata     | Zwyciężczyni        |
| ------- | --------- | ---- | ------------ | ----------- | ---------- | ---------- | ------------------- |
| 31.     | 2 lutego  | 1948 | Sankt Moritz | Zjazd       | 2:28,3     | +24,1      | Hedy Schlunegger    |
| 20.     | 4 lutego  | 1948 | Sankt Moritz | Kombinacja  | 6,58 pkt   | +19,21 pkt | Trude Beiser        |
| 4.      | 5 lutego  | 1948 | Sankt Moritz | Slalom      | 1:57,2     | +1,6       | Gretchen Fraser     |
| 16.     | 13 lutego | 1950 | Aspen        | Gigant      | 1:29,6     | +7,3       | Dagmar Rom          |
| 8.      | 15 lutego | 1950 | Aspen        | Slalom      | 1:47,8     | +7,3       | Dagmar Rom          |
| 3.      | 17 lutego | 1950 | Aspen        | Zjazd       | 2:06,6     | +1,8       | Trude Jochum-Beiser |